# Курган (станція)

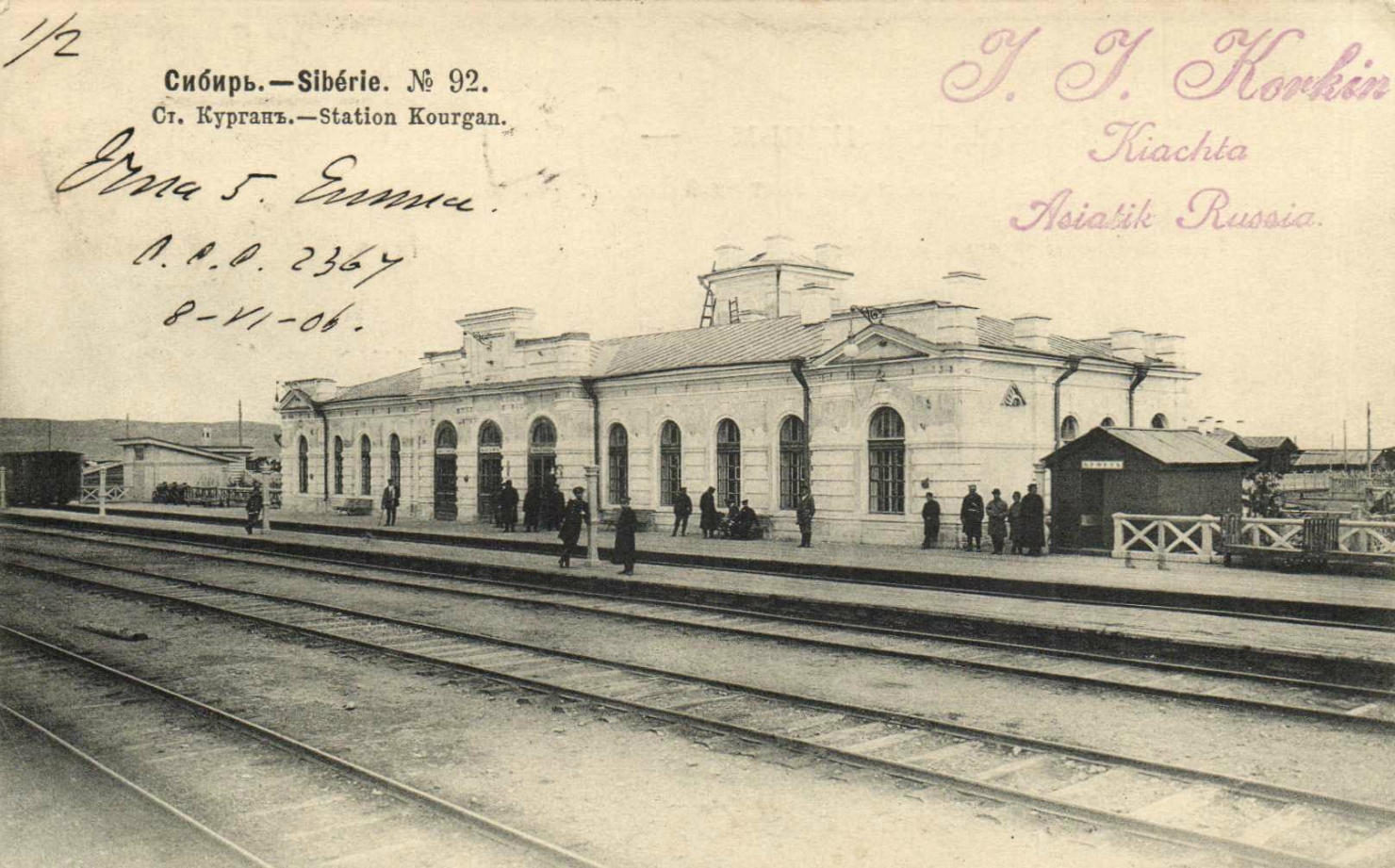
Вокзал станції Курган 1906 рік.

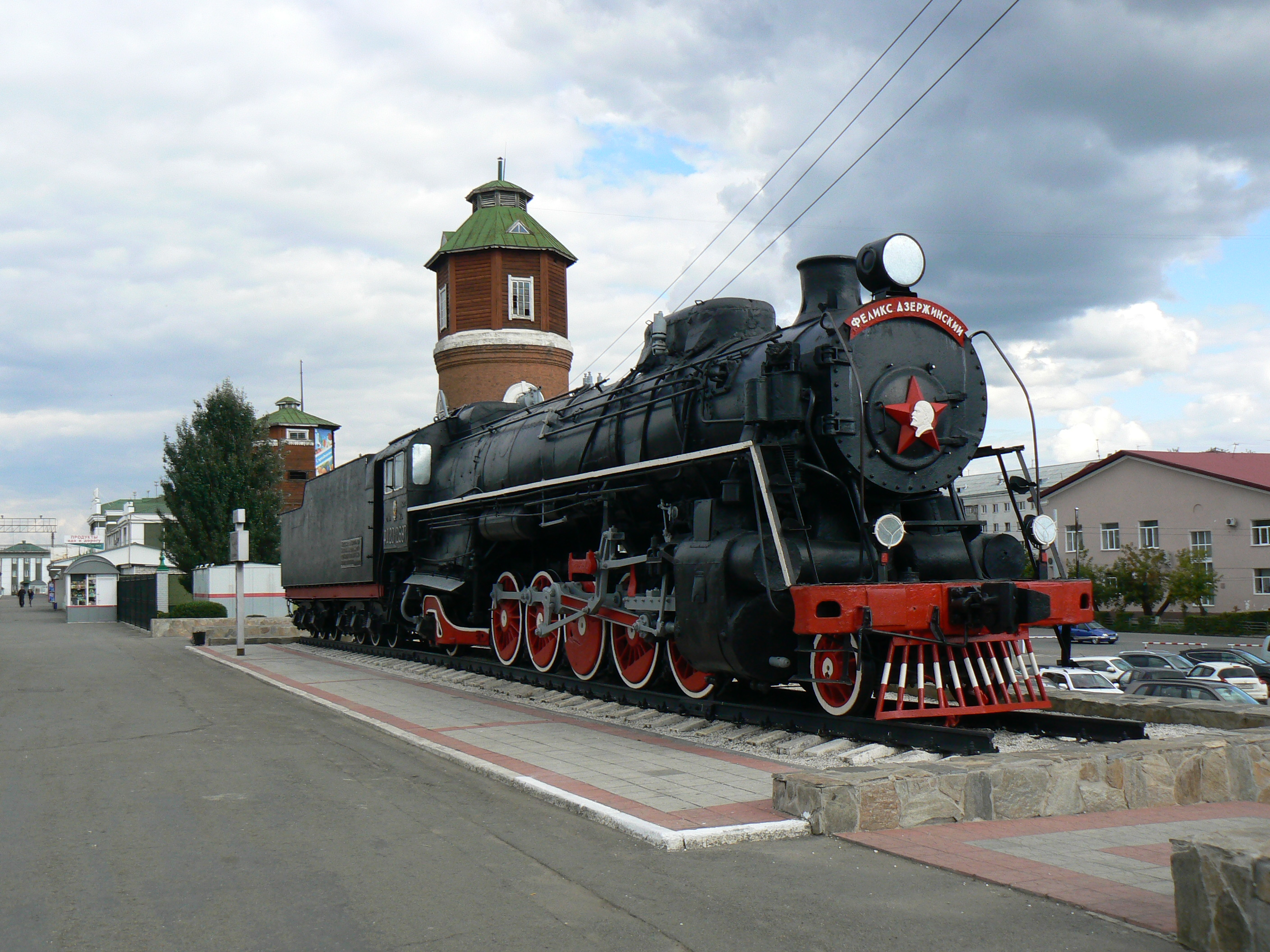
Локомотив-пам'ятник ФД 20-2697

Курга́н — вузлова дільнична залізнична станція Курганського відділення Південно-Уральської залізниці, що знаходиться в місті Курган, адміністративному центрі Курганської області. На станції розташовуються два залізничні вокзали (Центральний та Приміський, відстань між ними 1 км).

## Опис
Відстань до Москви — 2373 кілометри (через Самару). Відстані по залізниці на схід від Уфи (в тому числі і в околицях Кургана) відраховуються через Самару. Станція обслуговує як пасажирські, так і вантажні перевезення. На станції понад 40 колій. Є локомотивне і вагонне депо, готель, музей залізничного транспорту П-УЗ (ЮУЖД).

## Історія
Станція Курган споруджена під час будівництва Західно-Сибірської залізниці — найзахіднішої ділянки Сибірської залізниці, яка почала будуватися від станції Челябінськ з другої половини 1892 року.
4 жовтня 1893 року через Челябінськ прибув перший паровоз на станцію. До серпня 1894 року залізниця була доведена до Омська (Омський Пост).
У 1933 році добудована і введена в експлуатацію лінія Курган — Синарський (тепер Каменськ-Уральський).
У роки Другої світової війни курганські залізничники вибороли Червоний Прапор Державного Комітету Оборони, який був залишений колективу локомотивного депо на довічне зберігання.
Станція електрифікована в 1956 році постійним струмом 3 кіловольта.

### Історія вокзалу
Залізничний вокзал розташований за адресою: м. Курган, площа ім. Слосмана, 6.
У 1894 році було побудовано першу дерев'яну будівлю вокзалу станції Курган і паровозне депо. Потім з'явилися дві водонапірні вежі, які забезпечували водою технічні служби.
На початку 1900 року замість нього було збудовано цегляну будівлю вокзалу, яка достатньо сильно постраждала під час громадянської війни від прямого влучення снаряду. Вокзал довгий час не поспішали відновлювати. Тільки наприкінці 1930-х років у зруйнованій будівлі провели ремонт.
У 1958 році побудовано новий двоповерховий вокзал, де розмістилися квиткові каси та зали очікування. Потім з'явилися багажне відділення і ресторан. На першому пероні перед входом у будівлю вокзалу було встановлено пам'ятник Йосипу Сталіну, який був демонтований під час боротьби з культом особи Сталіна. У 1964 році на привокзальній площі було встановлено пам'ятник засновнику міста Тимофію Нєвєжину, створений скульптором Анатолієм Івановичем Козирєвим. У 1990 році пам'ятник був демонтований для реставрації, але згодом його було утилізовано. 25 серпня 2017 року відкрито новий пам'ятник Тимофію Нєвєжину (встановлений 23 березня 2017 року) роботи скульпторині Ольги Юріївни Красношеїної. Навпроти пам'ятника встановлено декоративну споруду «Герб міста Кургана».
Будівля вокзалу неодноразово реконструювалося, перебудовувалася і розширювалася. Чергова реконструкція відбулася в 2010 році. На даний час вокзал адаптований для пасажирів малої мобільності (є пандуси і ліфт) і оснащений рамками-металодетекторами, інформаційними табло з розкладом прибуття і відправлень найближчих поїздів, камерою схову ручної поклажі та великогабаритного багажу, цілодобовими кімнатами тривалого відпочинку, кімнатою матері і дитини, кімнатою творчого розвитку дитини, сервісним центром, кафе, медичним пунктом, кімнатами з душем.
Біля вокзалу 1 серпня 1980 року встановлено локомотив-пам'ятник — паровоз ФД 20-269, це пам'ятник залізничникам — Героям Соціалістичної Праці, та пам'ятник двічі почесному залізничнику В. М. Слосману (1920—1997).

### Приміський вокзал
Приміський вокзал розташований за адресою: м. Курган, вул. Станційна, 51.
Двоповерхову будівлю Приміського вокзалу побудовано в 1974 році. Фундамент — бетонні блоки, стіни — бетонні блоки, покрівля — стропильна, будівля обладнана центральним опаленням, холодним і гарячим водопостачанням, каналізацією, енергопостачанням.
Неподалік вокзалу встановлені декоративні споруди «Локомотив» та «Електропоїзд»Ластівка».

### Музей історії
В адміністративній будівлі (вул. Станційна, 19) є Музей історії Курганського регіону Південно-Уральської залізниці (ЮУЖД).
Біля будівлі встановлені пам'ятник першому російському паровозу Е. А. та М. Е. Черепанових і пам'ятник на честь бойових і трудових заслуг зауральських залізничників (колісна пара електровоза).

## Пасажирське сполучення

### Приміське сполучення по станції
| № поїзда   | Маршрут руху                 | Статус     | № поїзда   | маршрут руху                 | статус     |
| ---------- | ---------------------------- | ---------- | ---------- | ---------------------------- | ---------- |
| Експрес    | Курган — Єкатеринбург        | діє        | Експрес    | Єкатеринбург — Курган        | діє        |
| приміський | Курган — Каменськ-Уральський | діє        | приміський | Каменськ-Уральський — Курган | діє        |
| Експрес    | Курган — Челябінськ          | діє        | Експрес    | Челябінськ — Курган          | діє        |
| приміський | Курган — Шадринськ           | діє        | приміський | Шадринськ — Курган           | діє        |
| приміський | Курган — Галас               | діє        | приміський | Галас — Курган               | діє        |
| приміський | Курган — Щучье               | скасований | приміський | Щучье — Курган               | скасований |
| приміський | Макушино — Курган            | діє        | приміський | Курган — Макушино            | діє        |
| приміський | Петухово — Курган            | діє        | приміський | Курган — Петухово            | діє        |
| приміський | Пресногорьковскую — Курган   | скасований | приміський | Курган — Пресногорьковскую   | скасований |

### Далеке сполучення по станції
Станом на червень 2018 року через станцію курсують такі поїзди далекого сполучення:

#### Цілорічний рух поїздів
| № поїзда | Маршрут руху               | № поїзда | Маршрут руху               |
| -------- | -------------------------- | -------- | -------------------------- |
| 11       | Омськ — Челябінськ         | 12       | Челябінськ — Омськ         |
| 57       | Іркутськ — Кисловодськ     | 58       | Кисловодськ — Іркутськ     |
| 59       | Новокузнецьк — Кисловодськ | 60       | Кисловодськ — Новокузнецьк |
| 83       | Караганда — Москва         | 84       | Москва — Караганда         |
| 89       | Петропавловськ — Москва    | 90       | Москва — Петропавловськ    |
| 97       | Тинда — Кисловодськ        | 98       | Кисловодськ — Тинда        |
| 123      | Новосибірськ — Білгород    | 124      | Білгород — Новосибірськ    |
| 127      | Красноярськ — Адлер        | 128      | Адлер — Красноярськ        |
| 129      | Красноярськ — Анапа        | 130      | Анапа — Красноярськ        |
| 133      | Томськ — Анапа             | 134      | Анапа — Томськ             |
| 303      | Алма-Ата — Казань          | 304      | Казань — Алма-Ата          |
| 305      | Бішкек — Єкатеринбург      | 306      | Єкатеринбург — Бішкек      |
| 315      | Ташкент — Єкатеринбург     | 316      | Єкатеринбург — Ташкент     |
| 851      | Курган — Єкатеринбург      | 852      | Єкатеринбург — Курган      |

#### Сезонний рух поїздів
| № поїзда | Маршрут руху             | № поїзда | Маршрут руху             |
| -------- | ------------------------ | -------- | ------------------------ |
| 205      | Іркутськ — Анапа         | 206      | Анапа — Іркутськ         |
| 229      | Северобайкальськ — Анапа | 230      | Анапа — Северобайкальськ |
| 235      | Тинда — Анапа            | 236      | Анапа — Тинда            |
| 241      | Іркутськ — Адлер         | 242      | Адлер — Іркутськ         |
| 243      | Новокузнецьк — Анапа     | 244      | Анапа — Новокузнецьк     |
| 249      | Новокузнецьк — Адлер     | 250      | Адлер — Новокузнецьк     |
| 251      | Барнаул — Адлер          | 252      | Адлер — Барнаул          |
| 269      | Чита — Адлер             | 270      | Адлер — Чита             |
| 273      | Северобайкальськ — Адлер | 274      | Адлер — Северобайкальськ |